# Take Me Out to the Ball Game (film 1910)
Take Me Out to the Ball Game è un cortometraggio muto del 1910 scritto, prodotto e diretto da Gilbert M. Anderson. Il titolo del film è ripreso da quello della canzone omonima scritta nel 1908 da Jack Norworth (parole) e da Albert Von Tilzer (musica), canzone che è diventata l'inno (non ufficiale) del gioco del baseball.

## Produzione
Il film fu prodotto da Gilbert M. Broncho Billy Anderson per l'Essanay Film Manufacturing Company. Venne girato a Chicago, città dove la casa di produzione aveva la sua sede principale.

## Distribuzione
Distribuito dalla General Film Company, il film - un cortometraggio in una bobina - uscì nelle sale cinematografiche USA il 24 agosto 1910.